# Episodi di Zoids (seconda stagione)
Questa è una lista degli episodi della seconda stagione della serie anime Zoids, andata in onda in Giappone dal 6 maggio al 23 dicembre 2000. In Italia venne trasmessa dal 22 maggio al 7 agosto 2005 su Italia 1 per i primi 18 episodi, e dal 21 aprile all'11 maggio 2009 su Hiro per i restanti 15.

## Lista episodi
| Nº | Titolo italiano Giapponese 「Kanji」 - Rōmaji                                                                            | In onda           | In onda        |
| Nº | Titolo italiano Giapponese 「Kanji」 - Rōmaji                                                                            | Giapponese        | Italiano       |
| 35 | La missione segreta 「極秘指令」 - Gokuhi shirei                                                                         | 6 maggio 2000     | 22 maggio 2005 |
| 36 | Lo Sniper 「スナイパー」 - Sunaipaa – "Sniper"                                                                           | 13 maggio 2000    | 29 maggio 2005 |
| 37 | Il demonio blu 「青い悪魔」 - Aoi akuma                                                                                  | 20 maggio 2000    | 5 giugno 2005  |
| 38 | Lo Steel Bison 「鋼鉄の野牛」 - Koutetsu no no ushi                                                                      | 27 maggio 2000    | 12 giugno 2005 |
| 39 | La missione nella foresta 「見えざる敵」 - Mie zaru teki                                                                 | 3 giugno 2000     | 19 giugno 2005 |
| 40 | Gli Zoid Hunter 「ゾイド狩り」 - Zoido kari – "Zoids cacciatori"                                                         | 10 giugno 2000    | 26 giugno 2005 |
| 41 | Il ritorno del rease 「悪魔の迷宮」 - Akuma no meikyuu                                                                   | 17 giugno 2000    | 2 luglio 2005  |
| 42 | Il ritorno di Raven 「レイヴン」 - Reivun – "Raven"                                                                      | 24 giugno 2000    | 3 luglio 2005  |
| 43 | Le vacanze dell'imperatore 「皇帝の休日」 - Koutei no kyuujitsu                                                          | 1º luglio 2000    | 9 luglio 2005  |
| 44 | L'assalto del Geno-Saurer 「機獣大激突」 - Ki kemono dai gekitotsu                                                       | 8 luglio 2000     | 10 luglio 2005 |
| 45 | Attacco a sorpresa 「漆黒の翼」 - Shikkoku no tsubasa                                                                    | 15 luglio 2000    | 16 luglio 2005 |
| 46 | Scontro negli abissi 「海底の悪魔」 - Kaitei no akuma                                                                    | 22 luglio 2000    | 17 luglio 2005 |
| 47 | Il risveglio del mostro 「魔獣新生」 - Majuu shinsei                                                                     | 29 luglio 2000    | 23 luglio 2005 |
| 48 | Il fulmine nero 「黒い稲妻」 - Kuroi inaduma                                                                             | 5 agosto 2000     | 24 luglio 2005 |
| 49 | Le stelle lontane 「遠い星空」 - Tooi hoshizora                                                                          | 12 agosto 2000    | 30 luglio 2005 |
| 50 | L'attacco del Geno Breaker 「G（ジェノブレイカー）包囲網」 - G (jienobureikaa) houi ami – "L'assedio di G (Genobreaker)" | 19 agosto 2000    | 31 luglio 2005 |
| 51 | Il ragazzo delle rovine 「遺跡の少年」 - Iseki no shounen                                                                | 26 agosto 2000    | 6 agosto 2005  |
| 52 | Il Liger torna in campo 「バンの力」 - Ban no chikara                                                                    | 2 settembre 2000  | 7 agosto 2005  |
| 53 | Phantom! 「ファントム」 - Fantomu – "Phantom"                                                                            | 9 settembre 2000  | 21 aprile 2009 |
| 54 | G-File 「Gファイル」 - G fairu – "G File"                                                                                | 16 settembre 2000 | 22 aprile 2009 |
| 55 | La battaglia supersonica 「音速の決闘」 - Onsoku no kettou                                                               | 23 settembre 2000 | 23 aprile 2009 |
| 56 | Cerbero 「ケルベロス」 - Keruberosu – "Cerberus"                                                                         | 7 ottobre 2000    | 24 aprile 2009 |
| 57 | L'incubo 「悪夢」 - Akumu – "Incubo"                                                                                     | 14 ottobre 2000   | 27 aprile 2009 |
| 58 | Credere nei miracoli 「翼竜迎撃」 - Yokuryuu geigeki                                                                     | 21 ottobre 2000   | 28 aprile 2009 |
| 59 | La capitale in rovina 「首都崩壊」 - Shuto houkai – "Crollo della capitale"                                              | 28 ottobre 2000   | 29 aprile 2009 |
| 60 | La fortezza gigantesca 「超巨大要塞」 - Chou kyodai yousai                                                               | 4 novembre 2000   | 30 aprile 2009 |
| 61 | La grande battaglia del mare 「巨竜大海戦」 - Kyo ryuu daikaisen                                                         | 11 novembre 2000  | 1º maggio 2009 |
| 62 | Il cannone gravitazionale 「重力砲（グラビティカノン）」 - Juuryoku hou (gurabiteikanon)                                 | 18 novembre 2000  | 4 maggio 2009  |
| 63 | La battaglia finale 「大決戦!」 - Dai kessen !                                                                           | 25 novembre 2000  | 5 maggio 2009  |
| 64 | L'antica memoria 「古代の記憶」 - Kodai no kioku – "Antiche memorie"                                                     | 2 dicembre 2000   | 6 maggio 2009  |
| 65 | La Zoid Eve 「ゾイドイヴ」 - Zoidoivu – "Zoid Eve"                                                                       | 9 dicembre 2000   | 7 maggio 2009  |
| 66 | L'ora dell'annientamento 「滅びの刻」 - Horobi no koku – "Momento di rovina"                                             | 16 dicembre 2000  | 8 maggio 2009  |
| 67 | Ritorno a un nuovo domani 「明日への帰還」 - Ashita heno kikan – "Torna al domani"                                       | 23 dicembre 2000  | 11 maggio 2009 |